# شهرستان آق‌کول
شهرستان آق‌کول (به قزاقی: Ақкөл ауданы، اقكول اۋدانى) یک شهرستان در قزاقستان است که در استان اکمولا واقع شده‌است.

## خصوصیات
شهرستان آق‌کول ۹٬۴۰۰ کیلومترمربع مساحت و ۲۷٬۵۲۲ نفر جمعیت دارد.